# Loffenau
Loffenau è un comune tedesco di 2 710 abitanti, situato nel land del Baden-Württemberg.